# Janina Loteczkowa
Janina Loteczkowa z domu Szałowska (ur. 28 kwietnia 1902 we Lwowie, zm. 6 czerwca 1966 w Krakowie) – polska sportsmenka okresu międzywojennego, obrończyni Lwowa (1918–1919).

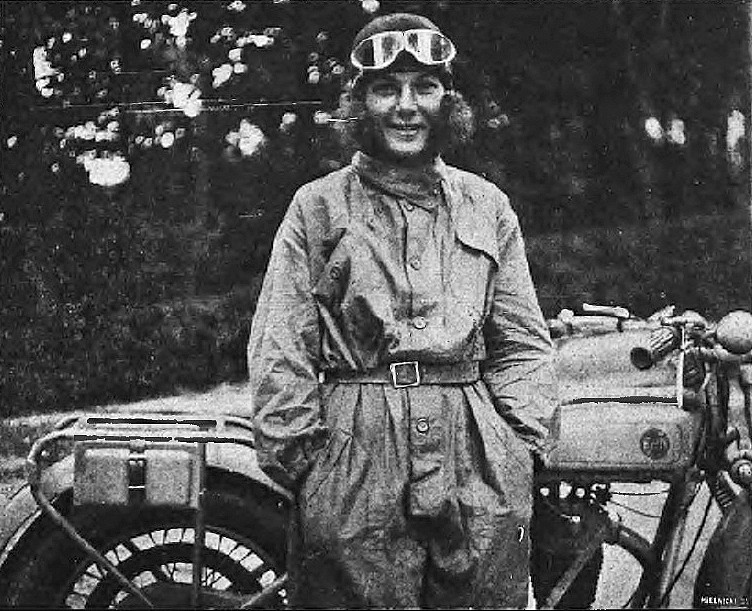
Janina Loteczkowa (1925).jpg

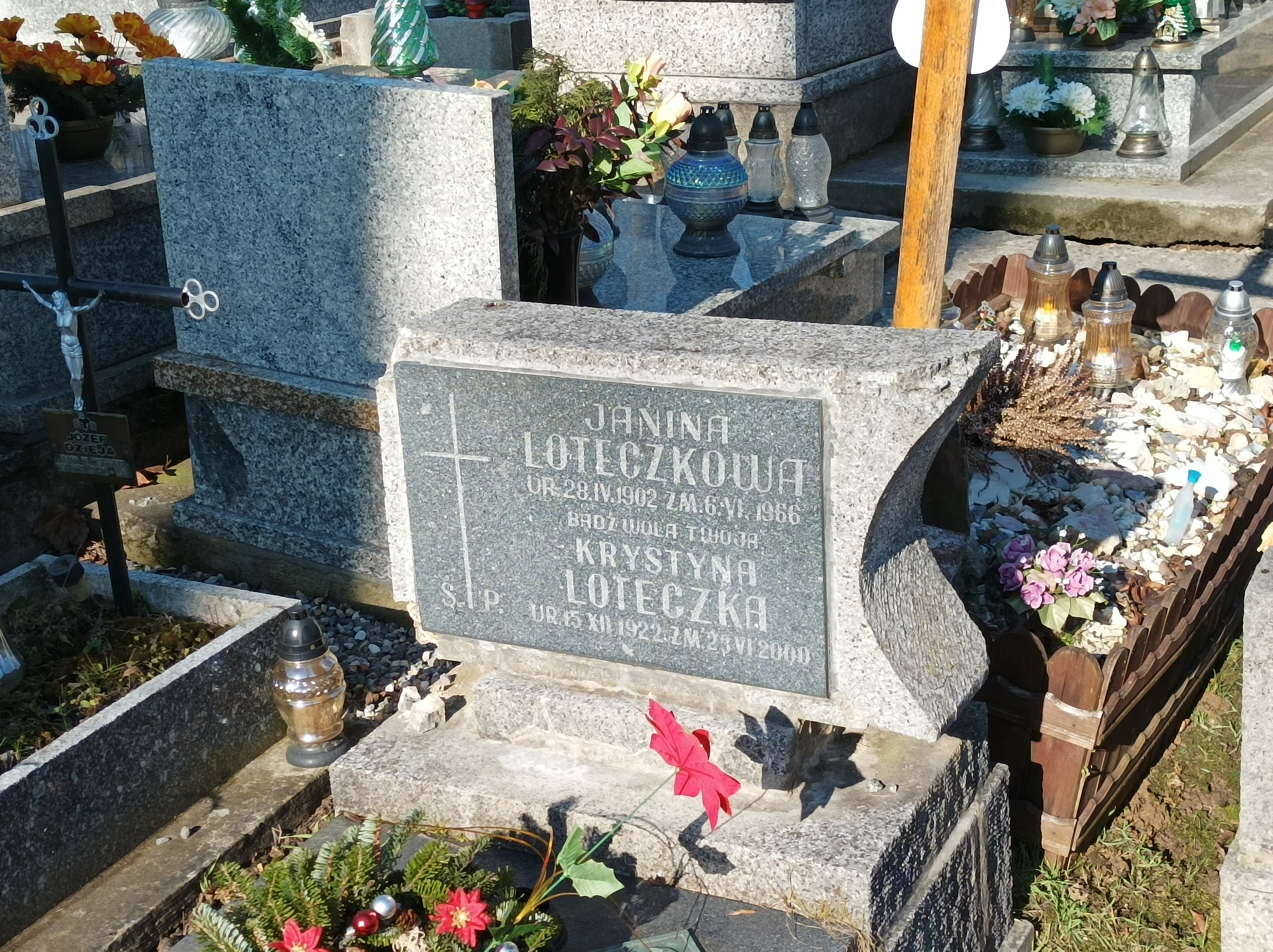
Grób Janiny Loteczkowej

## Życiorys
Uczestniczyła w walkach o Lwów w latach 1918–1919, za co została odznaczona Krzyżem Obrony Lwowa. W 1922 roku jej mężem został Roman Loteczko – kapitan Wojska Polskiego i inżynier. Po odbyciu kursu narciarskiego w 1924 roku, rozpoczęła starty w zawodach. W latach 1926–1928 trzykrotnie zdobywała mistrzostwo Polski w biegach narciarskich (1926 – bieg na 5,5 km, 1927 i 1928 – bieg na 8 km). Sięgała również po mistrzostwa Czechosłowacji (trzykrotnie), Austrii (dwukrotnie) oraz Francji (jednokrotnie). W uznaniu jej zasług redakcja czasopisma „Start” uznała ją za „najlepszą narciarkę Europy” sezonu 1926/1927, natomiast w plebiscycie „Przeglądu Sportowego” na „Najlepszego Sportowca Polski w 1927 roku” zajęła 7. miejsce. Oprócz biegów uprawiała również skoki narciarskie.
Poza narciarstwem uprawiała również tenis, jeździectwo (była posiadaczką Polskiej Odznaki Jeździeckiej) oraz sporty motorowe. Zajmowała się również pilotażem, szybownictwem i baloniarstwem. Od 1925 roku należała – wraz z mężem Romanem – do warszawskiego Polskiego Klub Motocyklowego. W 1929 roku wzięła udział w odbywającym się w Katowicach motocyklowym wyścigu o Wielką Nagrodę Polski (Grand Prix), zajmując 6. miejsce. Jako pilotka towarzyszyła w lotach takim lotnikom jak Franciszek Żwirko, Stanisław Wigura oraz Jerzy Bajan. Utrzymywała również kontakty z politykami i artystami okresu międzywojennego, m.in. z prezydentem Ignacym Mościckim, Bolesławem Wieniawą-Długoszowskim, Jackiem Malczewskim, Rafałem Malczewskim, Wojciechem Kossakiem, Jarosławem Iwaszkiewiczem, Stanisławem Ignacym Witkiewiczem czy Kornelem Makuszyńskim.
Lata II wojny światowej spędziła w Gdyni i Krakowie. Po zakończeniu walk nie powróciła do uprawiania sportu, podejmując pracę w Państwowym Wydawnictwie Muzycznym. Decyzją zarządu głównego Polskiego Związku Narciarskiego 1950 została skreślona z listy sędziów związkowych w gronie osób nie wykazujących działalności w działalności narciarskiej. Została pochowana na Cmentarzu Salwatorskim w Krakowie (sektor SC3-3-29).